# Stadionul Orășenesc Cluj
Stadionul Orașului Cluj sau Stadionul Orășenesc Cluj a fost un stadion multifuncțional din orașul Cluj, județul Cluj, România.

## Istoric
La 21 iulie 1908 atletul clujean Ștefan Somodi a obținut locul 2 la Olimpiada de la Londra. Având în vedere faptul că acesta se antrena prin curțile școlilor, edilii orașului Cluj au hotărât construirea unui centru sportiv în care să poată fi organizate competiții la nivel înalt pentru fotbaliști și sportivi, pe un teren din Parcul Orașului, la sud de Someș, pe un teren viran unde se antrena Club Atletic Cluj.
Construcția Stadionului Orașului, a început în anul 1908 sub conducerea inginerului șef al orașului Gyula Kovács și s-au încheiat în 1911. Stadionul a fost inaugurat pe 17 septembrie 1911. La ceremonia de deschidere s-au prezentat o serie de personalități celebre: pe lângă primarii și liderii de club ai Clujului, au fost reprezentate 21 de asociații sportive, au mai luat cuvântul reprezentanți ai Ministerului Apărării Naționale și ai ministrului Educației Publice. În numele orașului, viceprimarul Béla Fekete-Nagy a predat complexul sportiv președintelui KAC, baronul Jósika Samu, după care au început concursurile de deschidere a pistei. După competițiile de atletism organizate de Clubul Atletic Cluj, o selecționată Clujului compusă din jucători de la Clubul Atletic Cluj si CS Feroviar Cluj a disputat două meciuri amicale: a învins în meciul inaugural echipa Galatasaray Istanbul cu scorul de 8-1, dar echipa din Budapesta - Csepeli - a învins Clujul cu 4-1, ("Opoziția", 1911, 18 septembrie). Pe lângă cele două menționate mai sus, stadionul a mai fost gazda clubului Academia Comercială si CA Universitar Cluj.
Prima tribună a stadionului orașului a fost construită din lemn și avea o capacitate de 1.500 locuri, număr extrem de mare pentru acele vremuri. Sub ea au fost amenajate vestiarele, dar și cămăruțe în care puteau locui fotbaliștii. 
Din 1920, cluburile care au jucat pe stadionul orășenesc au fost CFR Cluj, CA Cluj, U Cluj si Victoria Cluj.
După aproape 50 de ani de la construcția ei, în 1960 tribuna din lemn a fost mutată la Câmpia Turzii, unde se află și în prezent pe Stadionul ISCT.

## Galerie

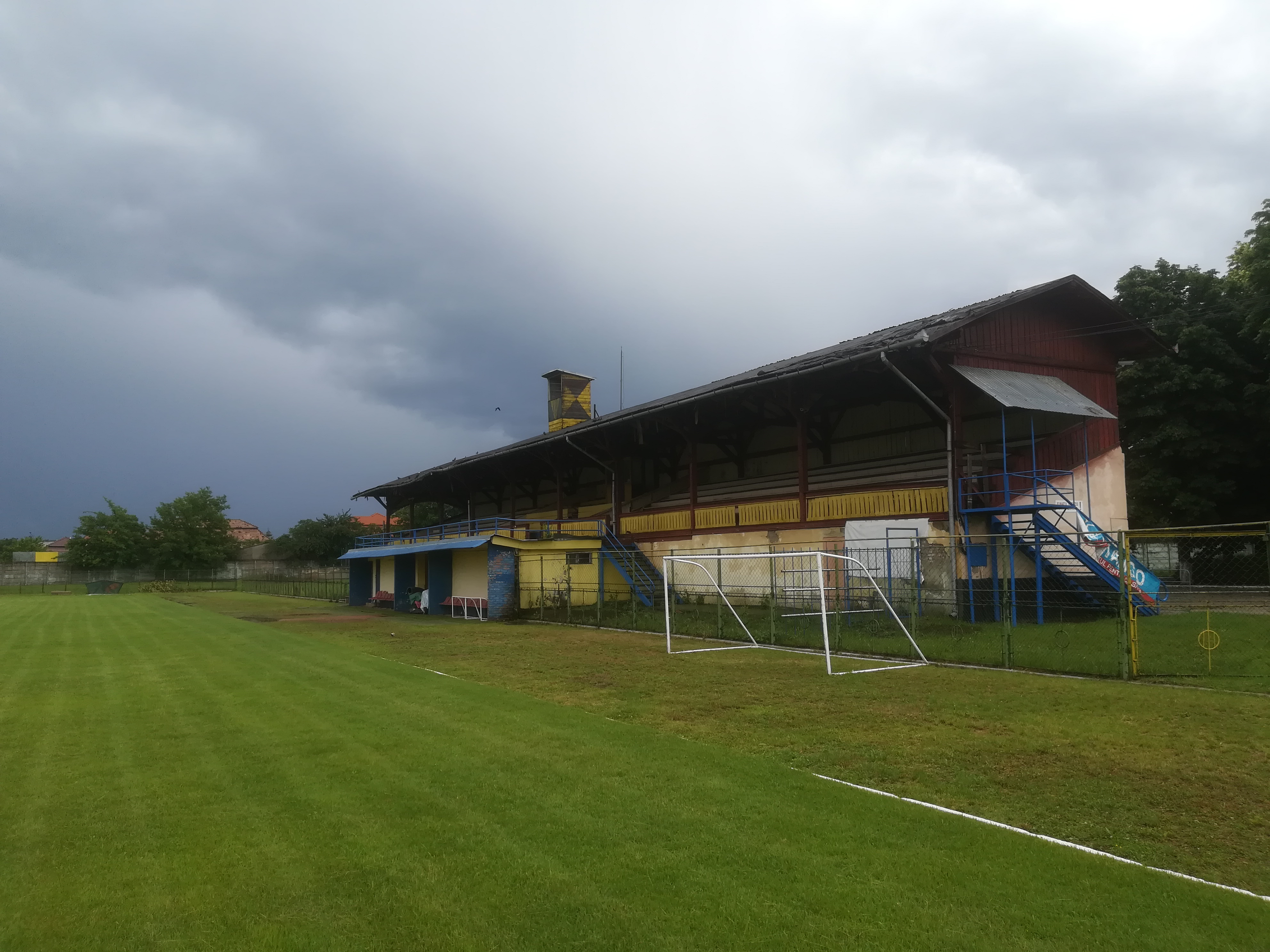
Vedere din interior a tribunei.
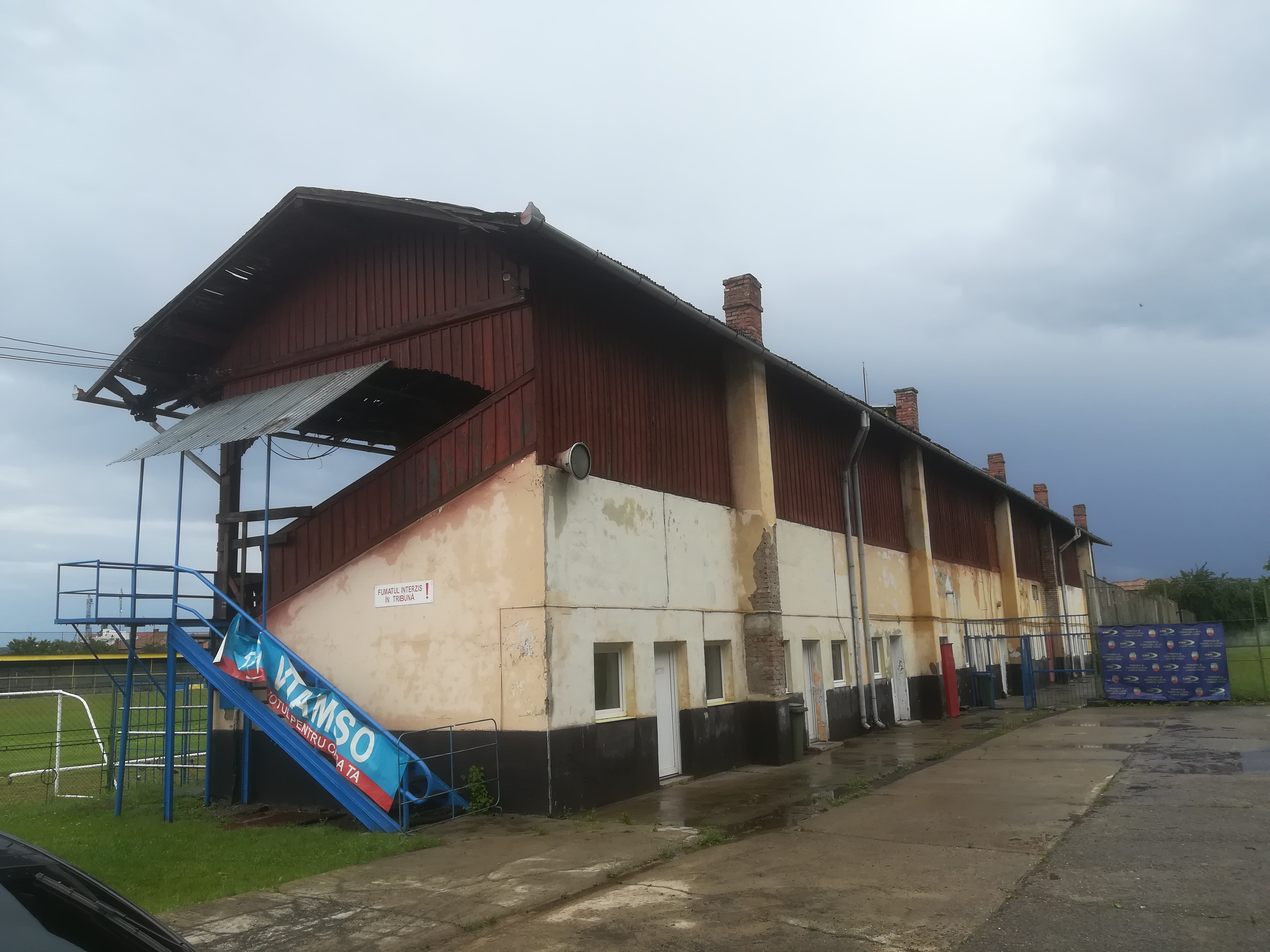
Vedere din exterior a tribunei.

## References
1. ↑  „Stadion - fotbal”. ucluj.ro. Arhivat din original la 24 ianuarie 2008. Accesat în 5 ianuarie 2022.
2. ↑  „Stadionul”. sepcile-rosii.com.